# Alpska liga 1996/97
Alpska liga 1996/97 je bila peta sezona Alpske lige. Naslov prvaka je osvojil klub VEU Feldkirch, ki je v finalu premagal Olimpijo Hertz. 

## Redni del
| Poz | Klub            | OT | TOČ | Z  | N | P  | DG  | PG  | GR   |
| --- | --------------- | -- | --- | -- | - | -- | --- | --- | ---- |
| 1   | VEU Feldkirch   | 40 | 65  | 31 | 3 | 6  | 177 | 95  | +82  |
| 2   | EC VSV          | 40 | 55  | 25 | 5 | 10 | 194 | 125 | +69  |
| 3   | Olimpija Hertz  | 40 | 48  | 21 | 6 | 13 | 200 | 157 | +43  |
| 4   | EC KAC          | 40 | 48  | 21 | 6 | 13 | 162 | 126 | +36  |
| 5   | HC Bolzano      | 40 | 43  | 19 | 5 | 16 | 171 | 155 | +16  |
| 6   | EC Kapfenberg   | 40 | 41  | 16 | 9 | 15 | 134 | 124 | +10  |
| 7   | HC Milano Saima | 40 | 40  | 18 | 4 | 18 | 190 | 174 | +16  |
| 8   | HK Jesenice     | 40 | 34  | 15 | 4 | 21 | 131 | 163 | -32  |
| 9   | CE Wien         | 40 | 32  | 15 | 2 | 23 | 135 | 148 | -13  |
| 10  | HK Bled         | 40 | 27  | 11 | 5 | 24 | 118 | 194 | -76  |
| 11  | EC Graz         | 40 | 7   | 2  | 3 | 35 | 124 | 275 | -151 |

- Najboljši strelec: Kelly Glowa (VEU Feldkirch), 83 točk (37 golov, 46 podaj).

## Končnica

### Skupina A
| Poz | Klub            | OT | TOČ | Z | N | P | DG | PG | GR  |
| --- | --------------- | -- | --- | - | - | - | -- | -- | --- |
| 1   | Olimpija Hertz  | 3  | 4   | 2 | 0 | 1 | 14 | 11 | +3  |
| 2   | EC VSV          | 3  | 3   | 1 | 1 | 1 | 18 | 11 | +7  |
| 3   | HK Jesenice     | 3  | 3   | 1 | 1 | 1 | 7  | 17 | -10 |
| 4   | HC Milano Saima | 3  | 2   | 1 | 0 | 2 | 10 | 10 | 0   |

### Skupina B
| Poz | Klub          | OT | TOČ | Z | N | P | DG | PG | GR  |
| --- | ------------- | -- | --- | - | - | - | -- | -- | --- |
| 1   | VEU Feldkirch | 3  | 6   | 3 | 0 | 0 | 19 | 8  | +11 |
| 2   | EC KAC        | 3  | 4   | 2 | 0 | 1 | 11 | 5  | +6  |
| 3   | HC Bolzano    | 3  | 1   | 0 | 1 | 2 | 13 | 16 | -3  |
| 4   | HK Bled       | 3  | 1   | 0 | 1 | 2 | 13 | 27 | -14 |

### Finale
|  | Olimpija Hertz | 4:4 | VEU Feldkirch |  |

| Poročilo tekme | Poročilo tekme | Poročilo tekme | Poročilo tekme | Poročilo tekme |
| -------------- | -------------- | -------------- | -------------- | -------------- |
|                |                | (2:2,1:2,1:0)  |                |                |

|  | VEU Feldkirch | 6:1 | Olimpija Hertz |  |

| Poročilo tekme | Poročilo tekme | Poročilo tekme | Poročilo tekme | Poročilo tekme |
| -------------- | -------------- | -------------- | -------------- | -------------- |
|                |                | (1:0,2:0,3:1)  |                |                |